# 천리마

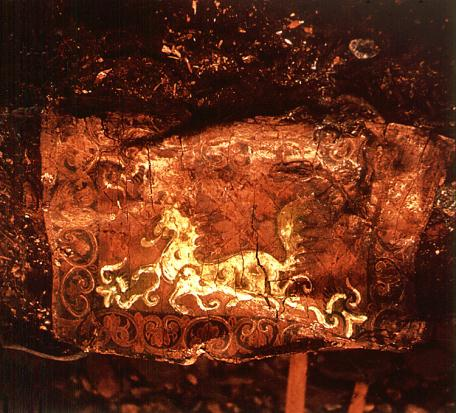

천리마(千里馬)는 하루에 천 리를 달릴 수 있다는 전설상의 동물이다. 초나라 항우의 오추마, 한나라 대의 한혈마, 삼국시대 활약했던 적토마를 지칭한 말이었다.

## 같이 보기
- 천마
- 한혈마
- 천리마 운동